# Raïon de Smidovitch
Le raïon de Smidovitch ou raïon Smidovitchski (en russe : Биробиджанский район, Smidovitchski raïon) est l'un des cinq raïons de l'oblast autonome juif à l'est de celui-ci.
Il s'étend sur 5 900 km2 et compte 28 700 habitants.
Smidovitch (ru) est le chef-lieu du raïon.